# Anna Foà
Anna Foà (geb. 16. Januar 1876 in Rom; gest. 1944) war eine italienische Entomologin  und eine der ersten Frauen, die an einer italienischen Universität eine planmäßige Professur erhielt.  1938 wurde sie aufgrund der italienischen Rassengesetze entlassen.

## Biografie
Anna Foa wurde in Rom als Tochter von Max Foà und Esther Lattes  in eine jüdische Familie geboren. Sie studierte Entomologie an der Universität  Rom und schloss das Studium mit einer Arbeit über Milben ab. Ihr Doktorvater war der Zoologe und Entomologe Giovanni Battista Grassi, Professor für vergleichende Anatomie. Mit ihm arbeitete sie mehrere Jahre in Rom zusammen und hielt als Assistentin Vorlesung im Fach landwirtschaftliche Entomologie. Zwischen 1907 und 1912 veröffentlichten beide zusammen eine Reihe Artikeln.
Im Jahre 1905 wurde ihr das neu eingerichtete Labor in Fauglia (Pisa) anvertraut, das die Aufgabe hatte, Experimente und Beobachtungen im Kampf gegen die Reblaus durchzuführen. Dort arbeitete Foà mit Doktoranden von Grassi zusammen. 
Nach der Veröffentlichung der Forschungsergebnisse  zwischen 1912 und 1916 erhielt Foà 1917 die Lehrerlaubnis an Universitäten (Libera docenza). Gleichzeitig übernahm sie eine Aufgabe im Landwirtschaftsministerium im Bereich Phytopathologie bei der Überwachung der Importe und Exporte von Pflanzen.
1920 gewann Foà die Ausschreibung einer Professur für Seidenraupenzucht an einer Landwirtschaftlichen Hochschule, wahlweise in Perugia oder Portici. Sie trat ihre Stelle in Portici an. 
1924 folgte sie einem Ruf an die Universität Neapel auf einen Lehrstuhl für Seidenraupen- und Bienenzucht. Sie war eine der wenigen Frauen, die eine ordentliche Professur innehatten.  Mit der Verabschiedung der faschistischen Rassengesetze von 1938, wurde Foà aus der Universität und der Società dei Naturalisti Italiani (Italienische Gesellschaft der Naturforscher) ausgeschlossen. Sie war die einzige Frau unter den 96 Ordinarien, die als Juden aus den italienischen Universitäten vertrieben wurden.  
Sie starb im Jahr 1944.